# غاري هوي
غاري هوي (بالإنجليزية: Gary Hoey)‏ هو موسيقي أمريكي، ولد في 23 أغسطس 1960 في لوويل في الولايات المتحدة.

## وصلات خارجية
- غاري هوي على موقع ميوزك برينز (الإنجليزية)
- غاري هوي على موقع أول ميوزيك (الإنجليزية)
- غاري هوي على موقع ديسكوغز (الإنجليزية)